# Dieter Böhler
Dieter Böhler SJ (* 6. Juni 1961 in Tiengen (Hochrhein)) ist ein deutscher römisch-katholischer Ordenspriester und Theologe.

## Leben
Nach dem Abitur 1980 in Villingen-Schwenningen studierte er von 1980 bis 1983 katholische Theologie an der Albert-Ludwigs-Universität Freiburg und der Universität Innsbruck. In den Jesuitenorden trat er 1983 ein. Von 1985 bis 1987 studierte er Philosophie an der Hochschule für Philosophie München, wo er das Bakkalaureat in Philosophie erwarb. Von 1987 bis 1988 war er Lehrer in einem vietnamesischen Flüchtlingslager in Thailand. Nach dem Studium der Theologie (1988–1991) an der PTH Sankt Georgen und dem Abschluss mit dem Diplom in katholischer Theologie wurde er am 31. Juli 1991 zum Priester geweiht. Das Studium der Bibelwissenschaften (1991–1993) am Päpstlichen Bibelinstitut in Rom schloss er mit dem Lizenziat in Bibelwissenschaften ab. Das Promotionsstudium (1993–1997) in Freiburg im Üechtland schloss er als Dr. theol. ab. Einen Lehr- und Studienaufenthalt in den USA, Mittelamerika und Mexiko machte er von 1997 bis 1998. Seit 1998 lehrt er an der PTH Sankt Georgen. Von 2001 bis 2016 war er Berater der Kommission V (Liturgie) der Deutschen Bischofskonferenz. Von 2005 bis 2013 war er Mitarbeiter der Bischöflichen Kommission Ecclesia Celebrans zur Neuübersetzung des Missale Romanum. Von 2006 bis 2012 war er Mitarbeiter der Bischöflichen Kommission Ecclesia Celebrans zur Revision der Einheitsübersetzung. Nach der Habilitation 2008 an der Universität Wien wurde er 2008 zum Professor für Exegese des Alten Testaments an der PTH Sankt Georgen ernannt. Von 2010 bis 2016 war er Konsultor der Kongregation für den Gottesdienst und die Sakramentenordnung. Im Juni 2022 wurde er erneut zum Konsultor derselben, inzwischen in Dikasterium für den Gottesdienst und die Sakramentenordnung umbenannten Institution berufen.

## Schriften (Auswahl)
- Die heilige Stadt in Esdras α und Esra-Nehemia. Zwei Konzeptionen der Wiederherstellung Israels. Göttingen 1997, ISBN 3-525-53794-8.
- als Herausgeber mit Innocent Himbaza und Philippe Hugo: L’écrit et l’esprit. Études d’histoire du texte et de théologie biblique en hommage à Adrian Schenker. Göttingen 2005, ISBN 3-525-53008-0.
- Jiftach und die Tora. Eine intertextuelle Auslegung von Ri 10,6–12,7. Berlin 2008, ISBN 978-3-631-57780-6.
- Internationaler exegetischer Kommentar zum Alten Testament. 1 Esdras. Stuttgart 2015, ISBN 3-17-021659-7.
- Psalmen 1–50. HThKAT, Herder, Freiburg i. Br. 2021, ISBN 978-3-451-26825-0.